# آرتیسا اوکرو
آرتیسا اوکرو (به اسپانیایی: Artisa Ukru) یک کوه در پرو است که در Peru, Huánuco Region واقع شده‌است. آرتیسا اوکرو ۴٬۴۰۰ متر بالاتر از سطح دریا واقع شده‌است.